# Agapostemon mourei
Agapostemon mourei är en biart som beskrevs av Roberts 1972. Agapostemon mourei ingår i släktet Agapostemon och familjen vägbin. Inga underarter finns listade i Catalogue of Life.